# Užupis

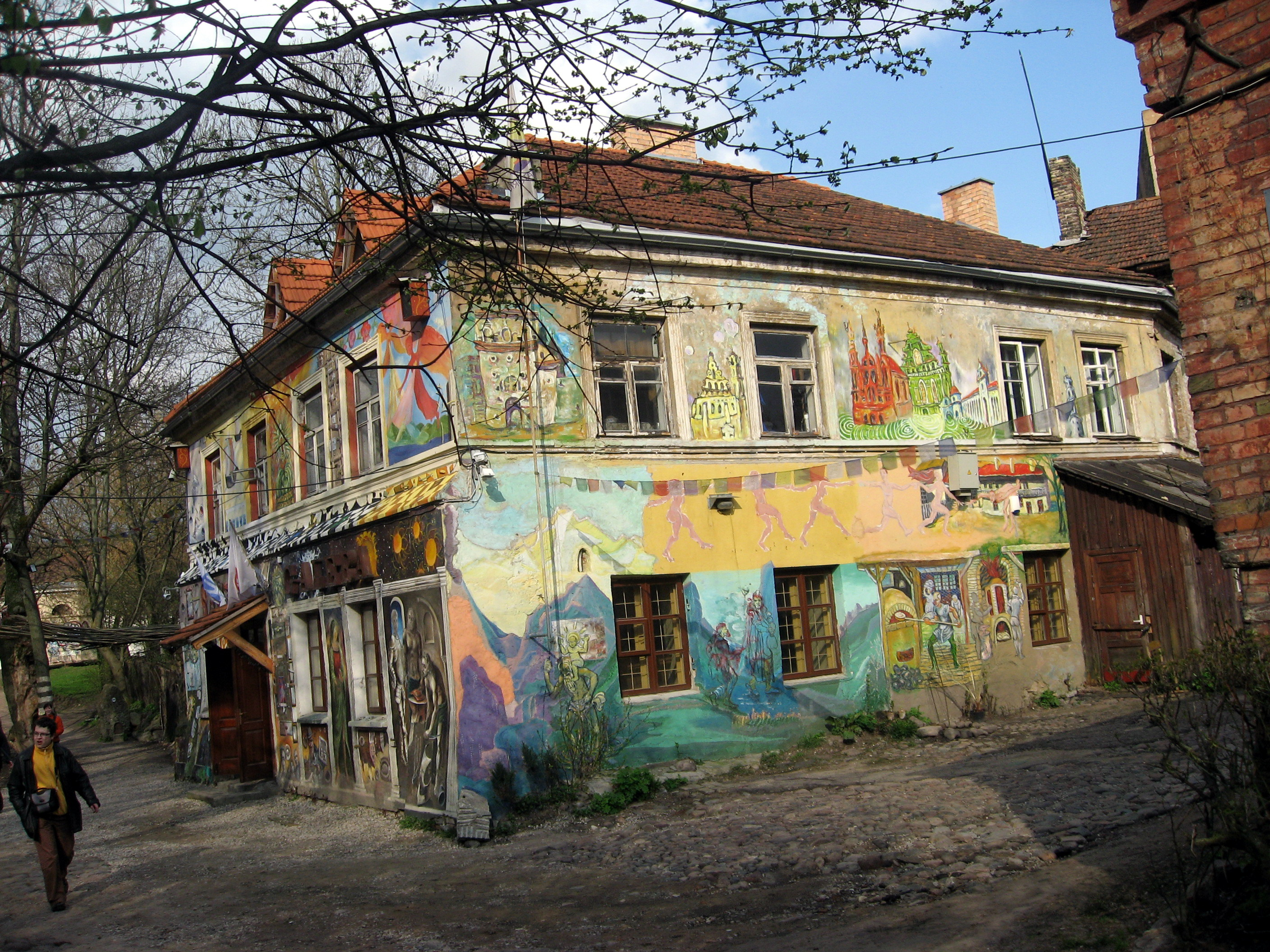
Svérázná architektura Užupisu

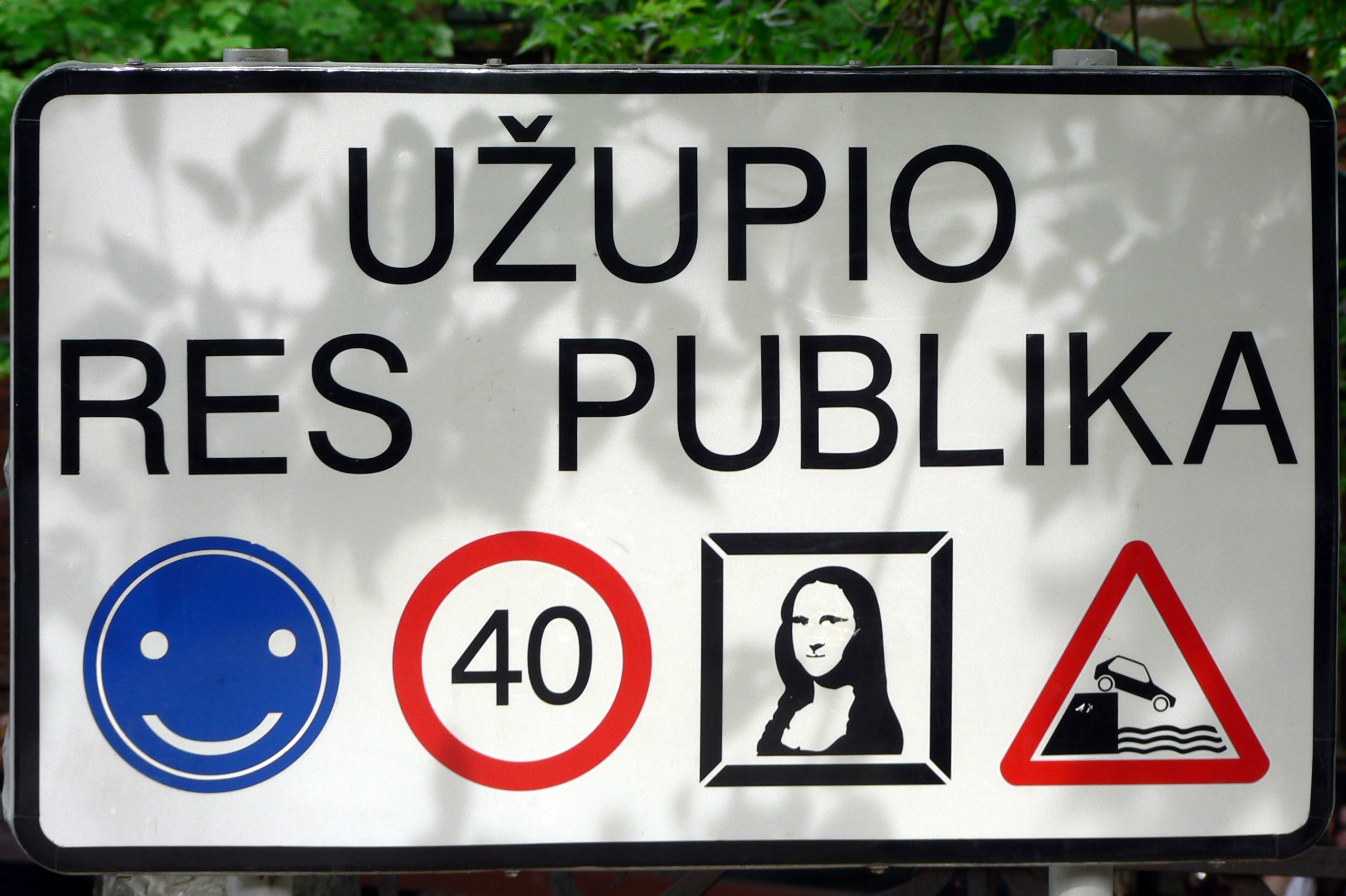
Tabule u vjezdu do Užupisu

Užupis (polsky Zarzecze, rusky Заречье, v jidiš זרצ'ה Zarče) je čtvrť v litevském hlavním městě Vilniusu. Její název je odvozen od toho, že leží na východním břehu řeky Vilnia, to jest za řekou [od centra města]. Užupis má pro svůj bohatý umělecký život přezdívku „litevský Montmartre“.
Užupis má rozlohu 0,6 km² a žije v něm asi 7 000 lidí. Původně zde bylo židovské ghetto, po vyhlazení židovské populace za druhé světové války oblast zchátrala, levné nájmy sem lákaly hlavně bohémské typy. Filmař Romas Lileikis vyhlásil 1. dubna 1998 recesistický mikronárod Republika Užupis, vytvořil také jeho ústavu, která deklaruje: „Každý má právo být šťastný“ i „Každý má právo být nešťastný“.
Ve čtvrti se nachází významné památky bernardinský hřbitov a kostel svatého Bartoloměje, je součástí historického centra Vilniusu, které je zapsáno na seznam Světového dědictví. V roce 2002 byla vztyčena socha anděla (autor Romas Vilčiauskas), která má dohlížet na zdejší svobodomyslný způsob života.
V Užupisu bydleli Mikalojus Konstantinas Čiurlionis a Konstanty Ildefons Gałczyński, místním patriotem je také bývalý vilniuský starosta Artūras Zuokas.